# Centrosolenia
Centrosolenia, rod iz porodice gesnerijevki rasprostranjen po sjeveru Južne Amerike , Pripada mu desetak vrsta 
Dio je podtribusa Columneinae.

## Opis roda
Rodu pripada desetak vrsta (14) endemskih za Gvajanski štit. Većina vrsta raste na sjenovitim obalama rijeka i potoka, u pukotinama ili na mokroj stijeni obrasloj mahovinom i u podzemlju kišnih šuma te visokim i niskim tepuima. 

## Vrste
1. Centrosolenia bryogeton (Leeuwenb.) M. M. Mora & J. L. Clark
2. Centrosolenia chimantensis (L. E. Skog & Steyerm.) M. M. Mora & J. L. Clark
3. Centrosolenia coccinea (Feuillet & L. E. Skog) M. M. Mora & J. L. Clark
4. Centrosolenia crenata (Feuillet) M. M. Mora & J. L. Clark
5. Centrosolenia densa (C. H. Wright) Sprague
6. Centrosolenia hirsuta Benth.
7. Centrosolenia orinocensis (Feuillet) M. M. Mora & J. L. Clark
8. Centrosolenia paujiensis (Feuillet) M. M. Mora & J. L. Clark
9. Centrosolenia picta Hook.
10. Centrosolenia porphyrotricha (Leeuwenb.) M. M. Mora & J. L. Clark
11. Centrosolenia pusilla (Feuillet) M. M. Mora & J. L. Clark
12. Centrosolenia rosea (Feuillet) M. M. Mora & J. L. Clark
13. Centrosolenia rubra (Feuillet) M. M. Mora & J. L. Clark
14. Centrosolenia vestita (Feuillet) M. M. Mora & J. L. Clark